# 萨姆·布拉德福德
萨姆·布拉德福德（英語：Sam Bradford，1987年11月8日—），美式足球四分卫，切羅基人。

## 生平
布拉德福德原先在奥克拉荷马大学打球，2008年以红衫二年级生的身份获得海斯曼杯，成为历史上第二位得到该奖杯的二年级生。同时，他还以36次达阵传球保持着NCAA一年级四分卫纪录。2010年NFL选秀中，他成为了选秀状元，被圣路易斯公羊队选中。在他NFL的首个赛季中，他打破了NFL新秀四分卫的传球成功数纪录，并获得了“NFL年进攻新秀”的称号。
他先后在圣路易斯公羊、费城老鹰、明尼蘇達維京人的生涯中遭遇多次伤病，2018年签到亚利桑那红雀。为红雀队打了仅仅三场比赛后被下放板凳席，同年11月和红雀队解约，之后再也没有回归赛场。其职业生涯收入超过1.3亿美元。